# Daniel Krajcer
Daniel Krajcer (Bratislava, 19 settembre 1969) è un politico slovacco. È stato ministro della Cultura della Repubblica Slovacca dall'8 luglio 2010 al 4 aprile 2012.